# SeRQL
SeRQL (Sesame RDF Query Language, pronunciado como "circle") es un lenguaje de recuperación para RDF/RDFS desarrollado por Aduna como parte del software Sesame. Combina características de otros lenguajes (principalmente RQL, RDQL, N-Triples y N3) y añade otras propias.
El diseño de SeRQL tuvo el objetivo de unificar algunas de las ventajas que ofrecían otros lenguajes, como parte de un lenguaje de recuperación ligero pero potente. Algunas de las características más importantes de SeRQL para la recuperación y organización de la información son:
- Transformación de grafos.
- Soporte de RDF Schema.
- Soporte de los tipos de datos de XML Schema.

## Ejemplo de query
Para seleccionar todos los pintores cuyo nombre empieza por 'P':
```
select Painter, FName
from   {Painter} rdf:type {cult:Painter}; 
                 cult:first_name {FName}
where FName like "P*"
using namespace 
       cult = <http://www.icom.com/schema.rdf#>
```